# Campeonato nacional de Estados Unidos 1959
Lista de los campeones del Campeonato nacional de Estados Unidos de 1959:

## Senior

### Individuales masculinos
Neale Fraser vence a  Alex Olmedo, 6–3, 5–7, 6–2, 6–4

### Individuales femeninos
Maria Bueno vence a  Christine Truman Janes, 6–1, 6–4

### Dobles masculinos
Neale Fraser /  Roy Emerson vencen a  Alex Olmedo /  Earl Buchholz, 3–6, 6–3, 5–7, 6–4, 7–5

### Dobles femeninos
Jeanne Arth /  Darlene Hard vencen a  Althea Gibson /  Sally Moore, 6–2, 6–3

### Dobles mixto
Margaret Osborne /  Neale Fraser vencen a  Janet Hopps /  Bob Mark, 7–5, 13–15, 6–2
| Predecesor: 1958                         | Campeonato nacional de Estados Unidos 1959 | Sucesor: 1960                         |
| Predecesor: Campeonato de Wimbledon 1959 | Grand Slam 1959                            | Sucesor: Campeonato de Australia 1960 |

- Datos: Q2410035